# Phytomyza achilleae
Phytomyza achilleae är en tvåvingeart som beskrevs av Erich Martin Hering 1932. Phytomyza achilleae ingår i släktet Phytomyza och familjen minerarflugor.
Artens utbredningsområde är Tyskland. Inga underarter finns listade i Catalogue of Life.